# Копа (Саркольський сільський округ)
Копа́ (каз. Қопа) — село у складі Темірського району Актюбінської області Казахстану. Входить до складу Саркольського сільського округу.
Населення — 228 осіб (2021; 297 у 2009, 369 у 1999, 430 у 1989).